# Red Thread Games
Read Thread Games es una empresa desarrolladora de videojuegos independiente establecida en Oslo, Noruega. Actualmente (2013) se encuentra trabajando en Dreamfall Chapters, la secuela de Dreamfall: The Longest Journey.
La mayoría de los empleados son veteranos de la industria del videojuego noruega. Entre sus trabajos previos se encuentra The Longest Journey, Dreamfall: The Longest Journey, Age of Conan o The Secret World.

## Historia
Red Thread games fue fundada en septiembre de 2012 bpor Ragnar Tørnquist, creador de la saga The Longest Journey para poder continuar, ya que Funcom (que posee los derechos de la saga) se negaba a continuar la saga. Red Thread Games llegó a un acuerdo con Funcom en el que ellos continuarían la saga a cambio de que Funcom mantuviera los derechos y recibiera parte de los beneficios.
El 1 de noviembre de 2012 Ragnar Tørnquist anunció que la secuela de Dreamfall: The Longest Journey estaba en camino a cargo de su nuevo estudio, Red Thread Games.
El 8 de febrero de 2013 se inició una campaña en Kickstarter para financiar Dreamfall Chapters que concluyó con 1.538.425$, casi el doble de su meta original de 850.000$.
El 29 de mayo de 2013, Red Thread Games recibió 1.500.000 NOK (~153.000€) del Norwegian Film Institute.
El 30 de octubre de 2013, RTG anunció que estaban trabajando en un nuevo juego titulado Draugen, una aventura de terror en primera persona ambientada en la Noruega de los años 1920.
El 29 de mayo de 2019 sale a la venta Draugen, recibiendo críticas muy positivas (81% en Steam).